# Metazygia keyserlingi
Metazygia keyserlingi là một loài nhện trong họ Araneidae.
Loài này thuộc chi Metazygia. Metazygia keyserlingi được Richard C. Banks miêu tả năm 1929.